# A.C. Milan w roku 1909
Osiągnięcia piłkarskiego zespołu A.C. Milan w roku 1909.

## Osiągnięcia
- Mistrzostwa Włoch: odpadnięcie w eliminacjach regionalnych

## Podstawowe dane
- Oficjalna nazwa klubu: Milan Cricket and Foot-Ball Club
- Siedziba klubu: Fiaschetteria Toscana, Via Berchet 1
- Boisko: Campo Milan di Porta Monforte; Arena Civica
- Prezes klubu:  Alfred Edwards;  Giovanni Giannino Camperio II (od 22 do 29 stycznia 1909);  Piero Pirelli I (od 30 stycznia 1909)
- Trener zespołu:  Giovanni Giannino Camperio II
- Kapitan drużyny:  Gerolamo Radice